# Proutiella esoterica
Proutiella esoterica là một loài bướm đêm thuộc họ Notodontidae. Nó là loài duy nhất được tìm thấy ở Ecuador.
Chiều dài cánh trước khoảng 15.5 mm